# 布雷伊 (曼恩-卢瓦尔省)
布雷伊（法語：Breil，法語發音：[bʁɛj] ⓘ）是法国曼恩-卢瓦尔省的一个旧市镇，属于索米尔区。2016年12月15日，布雷伊和相邻的另外13个市镇合并为新市镇努瓦扬维拉日（Noyant-Villages）。

## 地理
布雷伊（47°28'30"N, 0°9'26"E）面积15.09 平方千米，位于法国卢瓦尔河地区大区曼恩-卢瓦尔省，该省份为法国西部内陆省份，大致对应安茹地区，北起顺时针与马耶讷省、萨尔特省、安德尔-卢瓦尔省、维埃纳省、德塞夫勒省、旺代省、大西洋卢瓦尔省和伊勒-维莱讷省接壤。
与布雷伊接壤的市镇（或旧市镇、城区）包括：拉唐河畔沙奈、里耶、梅涅勒维孔特、梅翁、努瓦扬、帕尔赛莱潘、拉佩勒里讷。
布雷伊的时区为UTC+01:00、UTC+02:00（夏令时）。

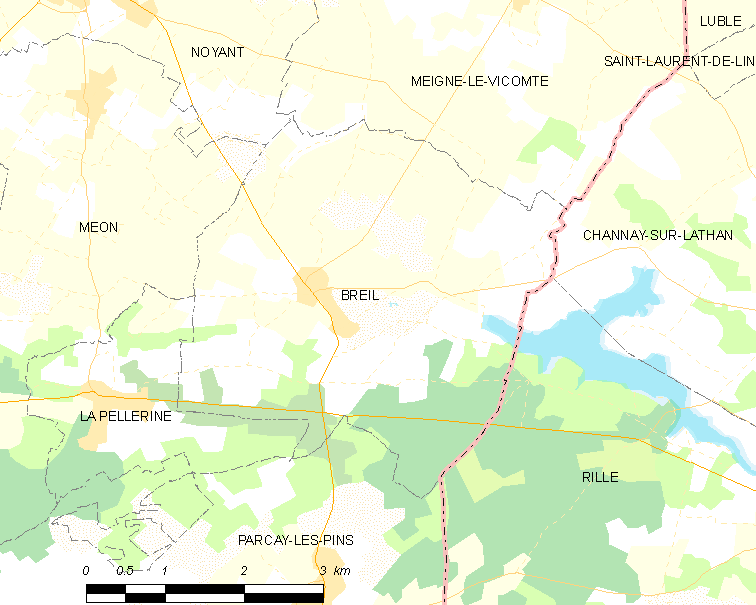
布雷伊的OSM定位图

## 行政
布雷伊的邮政编码为49490，INSEE市镇编码为49044。

## 政治
布雷伊所属的省级选区为安茹地区博福尔县。

## 人口

1962-2008年间布雷伊人口变化图示

布雷伊于2018年1月1日时的人口数量为253人。